# Martello
Martell tiếng Ý: Martello; Archaic (1280AD): Murtella) là một đô thị ở tỉnh Bolzano-Bozen trong vùng Trentino-Alto Adige/Südtirol của Ý. Đô thị này nằm ở Val Martello (Tiếng Đức: Martelltal) dọc theo sông dài 28,5 km Plima, khoảng 60 km về phía tây bắc của Trento và khoảng 45 km về phía tây của Bolzano.
Tại thời điểm ngày 31 tháng 12 năm 2004, đô thị này có dân số 879 người và diện tích là 143.7 km².